# Incidente della latrina di Erfurt
L'incidente della latrina di Erfurt fu un evento che si verificò nell'omonima città tedesca, nel Langraviato di Turingia, nel 1184, nel quale diversi nobili provenienti dal Sacro Romano Impero morirono affogati nelle feci, dopo essere precipitati nella latrina dei locali della dieta.

## Storia

### Antefatti
Il duca di Sassonia e Baviera Enrico il Leone, fiero oppositore di Federico Barbarossa, venne privato tra il 1180 e il 1181 della maggior parte dei suoi possedimenti, che furono redistribuiti tra gli altri vassalli tedeschi. La faida tra il langravio Ludovico III di Turingia e l'arcivescovo e cardinale Corrado di Magonza, già preesistente e aggravata dalle nuove dispute territoriali, si intensificò al punto che il re dei Romani Enrico VI (figlio del Barbarossa e successivamente imperatore a sua volta) fu costretto a intervenire durante il suo viaggio attraverso la regione, inizialmente previsto per una campagna militare contro la Polonia. Enrico decise così di convocare una dieta a Erfurt per placare gli animi, rimanendovi un certo tempo così da risolvere la situazione tra i due contendenti.

### L'evento
Nobili da tutto il Sacro Romano Impero furono invitati alla riunione come testimoni e molti arrivarono il 25 luglio per partecipare, assiepandosi in massa nei locali prescelti per la dieta. Proprio quando l'assemblea stava per iniziare, il pavimento di legno dove erano sistemati i nobili collassò per il troppo peso e gli invitati caddero nella latrina sottostante. In seguito al disastro morirono circa 60 persone, annegate nei liquami o soffocate dalle loro esalazioni tossiche. Sia Ludovico sia Corrado sopravvissero, mentre sembra che il re Enrico si salvò solo perché seduto sull'unica parte della stanza col pavimento di pietra, che quindi non crollò.